# 梅里爾維爾 (印地安納州)
梅里爾維爾（英語：Merrillville）是一個位於美國印地安納州萊克縣的城鎮。

## 人口
根據2010年美國人口普查的數據，梅里爾維爾的面積為86.10平方千米，當中陸地面積為85.98平方千米，而水域面積為0.12平方千米。當地共有人口35,246人，而人口密度為每平方千米409人。